# ルク・ニリス
ルク・ギルバート・シリル・ニリス（Luc Gilbert Cyrille Nilis, 1967年5月25日 - ）は、ベルギー・ハッセルト出身の元サッカー選手、元ベルギー代表。現サッカー指導者。現役時代のポジションはセンターフォワード。

## 来歴

### クラブ

#### 初期
リンブルフ州ハッセルトのゾンホーフェンに生まれ、1973年に地元のKFC Halveweg Zonhovenでキャリアを始めたニリスは、1980年にKFCウィンタースラッグ（現KRCヘンク）の下部組織へ移り、1984年の17歳の時に2部を戦うトップチームでプロデビューを飾って以降、2シーズン在籍の間に47試合16得点を記録した。

#### アンデルレヒト
1986-87シーズンに1部の名門RSCアンデルレヒトへ移籍し、加入1季目に5得点を挙げ、キャリア初タイトルを獲得する。翌1987-88シーズンは、オーストラリア代表のエディ・クルンチェヴィッチと共に強力な2トップを組むと、チーム内最多の14得点を挙げ、リーグ戦優勝こそ逃したものの、国内カップのタイトル獲得に貢献した。3季目は、さらに得点数を19得点（相方のクルンチェヴィッチは23得点で得点王）に伸ばし、カップ戦2連覇に貢献。4季目となる1989-1990シーズンは、退団したクルンチェヴィッチの代わりに今度はマルク・ヴァン・デル・リンデンと新たにコンビを組んでいくことになったが、リーグ戦は準優勝に終わり、UEFAカップウィナーズカップでは決勝戦でUCサンプドリアに0-2で敗れ、惜しくもタイトルを逃した。
同シーズン以降、エースとして毎シーズン15得点以上を決めていくことになる。1990-91シーズンにはチーム最多の19得点で久しぶりのリーグ優勝に貢献すると、1991-92シーズンは16得点、1992-93シーズンは再びチーム最多の19得点でリーグタイトルを獲得した。1993-94シーズンはリーグ2連覇を達成し、ニリス個人としてはキャリア初の20台を突破して25得点を挙げたが、クロアチア代表のヨシップ・ウェーバーがニリスより6得点上回っていたために得点王のタイトル獲得には至らなかった。最終的にアンデルレヒトでは、8シーズン在籍の間に中心選手としてリーグ戦4度、カップ戦3度の優勝を経験した。

#### PSV
1994年夏、かつてアンデルレヒトで指導を受けたア・デモス監督の誘いでオランダ1部の強豪PSVアイントホーフェンと契約し、移籍1季目の1994-95シーズンは、同じく新加入のブラジル代表のロナウドとコンビを組んで12得点を挙げる（ロナウドは30得点で得点王）。2季目もリーグ優勝を果たすことが出来ず、ライバルのアヤックス・アムステルダムに3連覇を許し苦杯を舐めたが、ニリス個人としては21得点で得点王となり、さらにオランダ年間最優秀選手賞とベルギー年間最優秀選手賞に輝いた。3季目の1996-97シーズンは2年連続で得点王のタイトルを獲得し、チームもリーグ王者になり充実したシーズンとなった。なお、この時にコンビを組んでいたロナウドは、引退後に自身のキャリアを振り返った際、共にプレーした中で最高の選手にニリスの名前を挙げている。
1998-99シーズンは、ヘーレンフェーンから加入したルート・ファン・ニステルローイコンビを組み、ニステルローイは31得点で得点王、ニリスは24得点で得点ランク2位を挙げる程の驚異的な前線を形成し、チームは同シーズンのリーグ最多得点を記録したが、フェイエノールト、ヴィレムIIに次ぐ3位に終わった。1999-2000シーズンは、相方のニステルローイが29得点で2年連続得点王となったことに加え、オランダ年間最優秀選手賞に輝いたアルノルト・ブルッヒンクが19得点、ニリス自身も19得点を挙げる等、得点ランク上位5位の中で3人が名前を連ねる強力な前線を形成し、総得点数でアヤックスの72得点から30以上の差を付ける105得点を叩きだすのみにとどまらず、総失点数と勝ち点も2位のSCヘーレンフェーンから10以上を離す圧倒的な強さを見せつけて優勝した。

#### アストン・ヴィラ
PSVと契約満了となった後は、自由契約選手として2000年7月にイングランド1部のアストン・ヴィラFCと契約する。7月22日にUEFAインタートトカップの1. FKプシーブラム戦で初出場にして初得点を挙げて勝利に貢献する と、8月27日のチェルシーFCとの開幕戦 (1-1) でリーグ初出場ならびにリーグ初得点を記録し、早速新天地で活躍を見せていたが、出場3試合目となった9月9日のイプスウィッチ・タウンFC戦 (2-1) で相手GKのリチャード･ライトと衝突した際に足を骨折してしまった。
この怪我がなかなか回復することはなかったためにプレーすることを断念し、2001年1月24日に33歳で現役引退を表明した。

### 代表
1988年3月26日のオランダ戦 (3-0) でギー・ティス監督の下でベルギー代表初出場を飾り、1994年6月24日に出場24試合目となる親善試合のザンビア戦 (9-0) で待望の初得点を記録。なお、同年にはポール・ヴァン・ヒムスト監督によって1994 FIFAワールドカップの一員に選出され、グループステージのモロッコ戦 (1-0) 、サウジアラビア戦 (0-1) 、ベスト8のドイツ戦 (2-3) に出場した。1998 FIFAワールドカップでは、ジョルジュ・レーケンス監督の下で、オランダ戦 (0-0) 、メキシコ戦 (2-2) , 韓国戦 (1-1) のグループステージ全3試合に出場して韓国戦で得点を挙げたが、チームは未勝利で敗退した。
ロベール・ヴァサイジュ監督の下で参加した母国ベルギーとオランダで共同開催されたUEFA EURO 2000では、主にブランコ・ストルパルとエミール・ムペンザの控えを務めることとなり、グループステージ最初の2試合のスウェーデン戦 (2-0) , イタリア戦 (0-2) では、両試合ストルパールに代わり途中出場した。グループステージ突破を懸けた3試合目のトルコ戦で先発の座を掴む出場を果たすも、得点を挙げることは出来ずにジル・デ・ビルデと交代させられ退き、最終的にチームは0-2で敗れてグループステージ敗退に終わった。なお、同試合がニリスの代表で最後の試合となり、通算56試合10得点を記録した。

### 引退後
2004年から2005年11月までベルギー2部Kベリンゲン＝ヒュースデン＝ゾルダーのテクニカル・ディレクターを務める。2006年2月にスカウトチームの1人として古巣のPSVに戻ると、2007年8月からは、スカウトと掛け持ちをしながら1軍のFWコーチも務めた。2011年1月にファット・チャパ監督率いるトルコ1部のカスムパシャSKのアシスタントに就任するも、シーズン終了後にチームが降格したことに伴い、チャパ監督と共に同1部のゲンチレルビルリイSKへ移った。2013年6月からは、母国のKSKハッセルトのアシスタントに就任した。

## 私生活
元サッカー選手のロジェを父に持ち、アルネ、カロ、ヤヤの3人の子供の内、アルネはルクが所属したヘンクとPSVの下部組織でプレーし、2011年にハッセルトでプロ生活を開始させている。

## 代表歴

### 出場大会
- ベルギー代表
  - 1994 FIFAワールドカップ
  - 1998 FIFAワールドカップ

### 試合数
- 国際Aマッチ 56試合 10得点（1988年-2000年）[8]

| ベルギー代表 | 国際Aマッチ | 国際Aマッチ |
| 年           | 出場        | 得点        |
| ------------ | ----------- | ----------- |
| 1988         | 4           | 0           |
| 1989         | 5           | 0           |
| 1990         | 3           | 0           |
| 1991         | 4           | 0           |
| 1992         | 3           | 0           |
| 1993         | 3           | 0           |
| 1994         | 7           | 2           |
| 1995         | 6           | 2           |
| 1996         | 4           | 2           |
| 1997         | 4           | 2           |
| 1998         | 8           | 2           |
| 1999         | 0           | 0           |
| 2000         | 5           | 0           |
| 通算         | 56          | 10          |

## タイトル
クラブ
RSCアンデルレヒト
- ジュピラー・プロ・リーグ : 1986-87, 1990-91, 1992-93, 1993-94
- ベルギーカップ : 1987-88, 1988-89, 1993-94

PSVアイントホーフェン
- エールディヴィジ : 1996-97, 1999-2000
- KNVBカップ : 1995-96

個人
- エールディヴィジ得点王 : 1995-96, 1996-97
- オランダ年間最優秀選手賞 : 1995
- ベルギー年間最優秀選手賞 : 1995-96